# 中本奈奈
中本 奈奈（なかもと なな、1977年（昭和52年）11月7日 - ）は、兵庫県神戸市出身の元女優で、現在は雑誌モデル。身長は170cm、バスト83cm、ウェスト59cm、ヒップ88cm、靴サイズ24.5cm、血液型はO型である。趣味は散歩、特技はバスケットボール/手話。フロント所属。元角川春樹事務所/プロパガンダレーベル所属。

## 出演歴

### テレビ

#### テレビ朝日
- 仮面ライダーアギト 第11話・第12話・第42話（2001年4月8日・15日・11月25日） - 篠原佐恵子 役
- 特捜戦隊デカレンジャー 第9話・第10話（2004年4月11日・18日） - ザムザ星人マイラ 役

#### TBS系列
- 世界ウルルン滞在記（2001年3月4日、#273「ケニア・サンブル族の世話好き親父に…中本奈奈が出会った」）
- 女子刑務所東三号棟4（2003年4月6日）

##### 月曜ドラマスペシャル
- 金田一耕助シリーズ「悪霊島」（1999年3月8日） - 刑部真帆 役
- 愛・倫廻のワルツ

##### 月曜ゴールデン
- 家族〜あなたに死刑が宣告出来ますか?〜（2009年5月18日、TBS）

#### フジテレビ系列
- 美少女H3 第1話（1999年4月2日）
- 救急ハート治療室（1999年）

#### 日本テレビ系列
- shin-D 宝さがし（1997年）

#### NHK
- 少年たち2（2001年8月16日 - 18日） - 百合子 役

### 映画
- 時をかける少女（1997年） － 主演・芳山和子 役
- 新・仁義なき戦い（2000年） - 君子 役
- 私の骨（2001年） - ヒロイン・河野さと美 役
- 極道の妻たち 地獄の道づれ（2001年） - 朋子 役
- KT（2002年） - 高島俊子 役

#### ネットシネマ
- アカツキ〜Aka-Tuki － 如月亜理紗 役

### CM
- ミニストップ
- 資生堂 アネッサ 6代目（1998年）
- 大和證券
- 日本コカコーラ「ココロが踊りだす」キャンペーン（1999年）
- KDDI
- 白元 ゴキパオ
- 江崎グリコ
- 資生堂 uno
- スズキ・ワゴンR
- 大塚製薬 エネルゲンFAST BREAKゼリー
- DELL Dimension 4500C
- 東京ガス「食育・娘と母の発見」篇（2012年）

### 舞台
- 二万七千年光年の旅　世紀末の少年（RUPプロデュース）
- 透明人間の蒸気
- ボーイングボーイング（東京グローブ座）
- 島・isle
- 近松バイオレンス 崔版 女殺油地獄
- 初仕事納め
- SAMURAI 7

### 写真集
- 時をかける少女 中本奈奈写真集（1997年）